# ふるさとの風
ふるさとの風（ふるさとのかぜ）とは、日本国政府の拉致問題対策本部が朝鮮民主主義人民共和国（北朝鮮）向けに行っている短波放送。2007年（平成19年）7月9日に放送を開始した。

## 放送言語
日本語、朝鮮語の2か国語で放送されている。なお朝鮮語放送時の番組名は「イルボネパラム」（朝鮮語: 일본의바람） - 「日本の風」（にっぽんのかぜ）である。

## 概要
北朝鮮の拉致被害者（日本国政府認定）に向け、拉致問題についての日本国政府の主張を、短波放送とストリーミングにて配信するものである。送信所は公表されていないが、短波周波数調整会議（HFCC）のデータベースから、日本国内ではなく、台湾・台北とウズベキスタン・タシケントの2か所から送信されていることが分かっている（2020年12月21日現在）。送信所から出力100kW及び300kWで送信されている。
放送開始から、項目の前後や項目名小変更が若干行われたが、内容進行は概ね以下の通り（2008年5月現在）。
- テスト信号
- 開始音楽・放送主旨案内・各コーナー案内
- ニュース早わかり（直近1週間前後のニュース概要）
- ニュース解説、伊豆見元（東京国際大学国際戦略研究所教授）。朝鮮語放送「イルボネパラム」の際にはアナウンサーとの対話形式。
- 列島だより（季節ごとの行事風物等に各拉致被害者の思い出に纏わる事象をからめて構成）
- 日本政府の拉致問題への取組み紹介（このコーナーは開始当初「拉致問題解説」の表題で政府認定拉致被害者各人の個別失踪事例を紹介していた）
- ふるさとの声（政府認定拉致被害者の家族・関係者の収録メッセージ。アナウンサーによる代読の事もあり）
- 今週の一曲（政府認定拉致被害者の家族・関係者の希望した音楽を放送。多くは政府認定拉致被害者各人の失踪前に好んだ曲で、ジャンルは多岐にわたる）
- 終了音楽・情報提供先案内・放送時間周波案内
- テスト信号

この他、北朝鮮人権侵害問題啓発週間などの人権週間関連行事があった場合などは、上記以外の進行が行われる場合もある。
また、朝鮮語の「イルボネパラム」の場合、
- 「今週の一曲」で扱う曲が、同日ふるさとの風で扱う物とは別の物に差し替えられる場合がある。
- 2008年5月以降「列島だより」のコーナーが、日本の文化習俗紹介、其の他を時により、ゲストを招いて扱うコーナーへの差し替えも見受けられる。

## 放送時間・内容の変化
送信地は公式サイトでは発表していないが、日本国内からは送信されておらず、海外の送信所を使用して、出力100kW及び300kWで送信されている。放送時間と周波数は次のとおり。
- 2024年（令和6年）4月現在の放送時間と周波数[2]
- ※JST＝UTC+9

| 放送時間(JST) | 周波数               |
| ------------- | -------------------- |
| 22:30-22:57   | 9455、9705、15475kHz |
| 23:30-00:00   | 9685、9705、15475kHz |
| 01:00-01:30   | 6110、9470kHz        |
| 02:00-02:30   | 6110kHz              |
| 03:00-03:30   | 9720kHz              |

| 放送時間(JST) | 周波数               |
| ------------- | -------------------- |
| 22:00-22:30   | 9455、9940、15475kHz |
| 00:00-00:30   | 6110、9685kHz        |
| 00:30-01:00   | 6110、9685kHz        |
| 01:30-02:00   | 6110kHz              |
| 02:30-03:00   | 9720kHz              |

### 2007年
- 7月9日 - 深夜(10日未明)から放送開始。
- 7月16日 - 妨害電波（ジャミング）と思われる受信障害電波を確認。

### 2008年
- 3月12日 - 23:30-00:00 （JST）11995kHzへ「ふるさとの風」、00:00-00:30 （JST）13725kHzへ「イルボネパラム」を増波。
- 3月30日 - 11995kHzの「ふるさとの風」を11775kHzへ、13725kHzの「イルボネパラム」を11690kHzへ変更。各々放送時間への変更は無し。
- 7月14日 - 22:33- （JST）9585kHzへ「ふるさとの風」「イルボネパラム」を隔日替え式で増波。
- 11月初旬 - 23:30-00:00 01:00-01:30（JST）の「ふるさとの風」各波を 9880kHz 9780kHzへ、00:00-00:30 02:00-02:30（JST）の「イルボネパラム」各波を 9780kHz 9820kHzへ変更。、
- 11月17日 - 22:33- （JST）9585kHzの「ふるさとの風」「イルボネパラム」隔日替え式送信をやめ、22:33-22:57 （JST）9965kHzの「ふるさとの風」常用送信へ変更。日付を跨いで 00:30-01:00 （JST）9965kHzに 常用の「イルボネパラム」を増波。

### 2016年
- 4月1日 - ジャミング対策のため、各時間2波での同時放送を開始。

### 2017年
- 4月1日 - 01:30-02:00（JST）と02:00-02:30（JST）の放送を追加。また、ジャミング対策のため、01:30-02:00（JST）と02:00-02:30（JST）の放送を除き各時間3波ずつでの放送を開始。

### 2021年
- 3月28日 - 02:30-03:00（JST）と03:00-03:30（JST）の放送を追加。

### 2023年
- 7月1日　「イルボネパラム」22:00(JST）9940kHz　ラジオ・タイランドが日本語放送、22:15よりマレーシア語放送を開始。その為に日本では激しい混信になる。混信は7月21日になってラジオ・タイランドが他の周波数に移動したため解消。

## その他
- ベリカードの発行はしていないが、受信日時や周波数、受信状態などを記載して、番組内でアナウンスしているメールアドレスに電子メールを送ると、ベリレターが貰える。

- 2023年7月1日から7月20日、9940KHzへ周波数変更したラジオ・タイランドと激しく混信している。通常はBシーズン（冬季）でこの周波数に移動するラジオ・タイランドがAシーズン途中で移動した理由は不明。21日からラジオ・タイランドが他の周波数に移動したので混信は解消したとみられる。